# Predrag Jurić
Predrag Jurić (ur. 5 listopada 1961 w Čitluku) – bośniacki piłkarz występujący na pozycji napastnika. Reprezentant Jugosławii. Trener piłkarski.

## Kariera klubowa
Jurić karierę rozpoczynał w sezonie 1980/1981 w pierwszoligowym zespole Velež Mostar. W 1981 roku odszedł do drugoligowego klubu GOŠK Dubrownik. W trakcie sezonu 1984/1985 przeniósł się stamtąd do pierwszoligowego Dinama Zagrzeb, gdzie grał do końca sezonu 1984/1985. Następnie ponownie został graczem Veležu Mostar. W 1985/1986 wywalczył z nim Puchar Jugosławii, a w sezonie 1986/1987 - wicemistrzostwo Jugosławii.
W 1989 roku Jurić przeszedł do hiszpańskiego Realu Burgos. W sezonie 1989/1990 awansował z nim z Segunda División do Primera División. W lidze tej zadebiutował 2 września 1990 w wygranym 1:0 meczu z Cádiz CF. 9 września 1990 w przegranym 1:2 pojedynku z Athletikiem Bilbao strzelił swojego pierwszego gola w Primera División. Graczem Realu Jurić był do końca sezonu 1991/1992.
Następnie występował zespołach CA Marbella oraz CP Mérida, grających w Segunda División, a take w chorwackim Hrvatskim Dragovoljacu, gdzie w 2001 roku zakończył karierę.

## Kariera reprezentacyjna
W reprezentacji Jugosławii Jurić zadebiutował 12 listopada 1986 w przegranym 0:2 meczu eliminacji Mistrzostw Europy 1988 z Anglią. W latach 1986–1987 w drużynie narodowej rozegrał 2 spotkania.